# Wilhelm Rakenius
Wilhelm Rakenius (* 26. Juli 1878 in Charlottenburg, Kreis Teltow; † 6. Dezember 1961 in Berlin-Wannsee) war ein deutscher Jurist, Unternehmer sowie Segelsportfunktionär, später Mitarbeiter im Reichsluftfahrtministerium.
Wilhelm Rakenius studierte an der Universität Göttingen und in Berlin Rechtswissenschaft und promovierte in Heidelberg zum Dr. jur. In Göttingen wurde er Mitglied im Corps Hannovera. Er übernahm später die Berliner Verlagsdruckerei seines Vaters und war in späteren Jahren im Reichsluftfahrtministerium als Referatsleiter des Forschungsamtes tätig.
Bereits vor dem Ersten Weltkrieg nahm Rakenius als Regattasegler erfolgreich an Regatten, unter anderem in der Sonderklasse teil. Er war ehrenamtlich von 1928 bis 1932 Vorsitzender des Deutschen Segler-Verbandes (DSV) und des Vereins Seglerhaus am Wannsee; außerdem fungierte er zu der Zeit als 2. Vorsitzender des Deutschen Hochseesportverbands HANSA. In seine Amtszeit fiel 1928 nach dem verlorenen Ersten Weltkrieg die Rückkehr des Deutschen Reichs in die International Yacht Racing Union und damit die Wiederaufnahme in die internationale Sportgemeinschaft. Dadurch konnte Deutschland 1928 auch an den Segelwettbewerben der Olympischen Sommerspiele 1928 in Amsterdam, die auf der Zuiderzee ausgesegelt wurden, teilnehmen. Sein Nachfolger im Vorsitz des DSV war von November 1932 bis zur Gleichschaltung Dr. Edmund Koebke.
Wilhelm Rakenius war verheiratet mit Maria Rakenius, geb. Kretzschmar; sie hatten drei Söhne.

## Schriften
- Die Hausgüter des hohen Adels und die gewöhnlichen Familienfideicommisse. Heidelberg 1905. Inaugural-Dissertation, Hohe juristische Fakultät, Universität Heidelberg